# Hifoides
Hifoides là một chi bọ cánh cứng trong họ 
Elateridae.
Chi này được miêu tả khoa học năm 1906 bởi Schwarz.

## Các loài
Các loài trong chi này gồm:
- Hifoides semiotides (Schwarz, 1906)
- Hifoides semiotoides Schwarz, 1906